# طه حسین
طه حسین (۱۴ نوامبر ۱۸۸۹ – ۲۸ اکتبر ۱۹۷۳) نویسنده، حافظ قرآن و سخنور مصری و از پیشگامان جنبش نوگرایی در مصر بود.

## زندگی
طاها در اثر عفونت چشم در سن سه سالگی نابینا شد. پس از درس گرفتن از یک آموزگار سنتی در جوانی راهی دانشگاه الازهر شد و در آنجا در رشته الهیات و ادبیات عرب به تحصیل پرداخت. او از محدودیت اندیشهٔ استادان خود در عذاب بود.

## کار دانشگاهی
زمانی که دانشگاه ملی قاهره در سال ۱۹۰۸ تأسیس گشت، حسین با وجود نابینایی و تهیدستی، بزودی جایی برای خود در این دانشگاه باز کرد. او نخستین دانش‌آموختهٔ این دانشگاه بود که به دریافت دکترا نائل آمد. رسالهٔ دکترای وی دربارهٔ ابوالعلاء معری، شاعر شک‌گرای عرب بود. پس از آن در ۱۹۱۴ به سوربن رفت و در پاریس نیز در ۱۹۱۷ رسالهٔ دکترایی تحت عنوان «فلسفهٔ اجتماعی ابن‌خلدون» نگاشت. در بازگشت به مصر استاد ادبیات عرب و یکی از بنیادگذاران دانشگاه اسکندریه شد.
طه حسین رمان‌ها و رساله‌های بسیاری نوشت ولی در غرب بیشتر بخاطر زندگینامه خودنوشته‌اش به نام آن روزها (به عربی: الايام) شهرت یافته‌است. حسین خدیو جم این کتاب را به فارسی برگردانده است.
او یکی از هواداران سرسخت انقلاب ۱۹۵۲ مصر بود و بر اهمیت آزاد و دموکراتیک بودن آموزش و تحصیل تأکید بسیار داشت. حسین در ۱۹۵۰ وزیر آموزش و پرورش مصر شد و در پی آن، حکومت جدید آموزش همگانی را برای همگان آزاد و رایگان کرد که این امر هنوز نیز جاری و ساری است.
طه حسین در سال ۱۹۲۶ در کتاب فی الشعر الجاهلی به‌طور تلویحی می‌گوید از قرآن به عنوان منبع تاریخی عینی نمی‌توان استناد کرد. طبیعتاً این گفته‌ها خشم دانشگاه الازهر را برانگیخت. برخی مدعی شدند که طه حسین به اسلام توهین کرده‌است.
از دیگر آرای جنجالی او، زیر سؤال بردن اصالت بسیاری از اشعار کلاسیک عرب قبل از اسلام است. به اعتقاد طه حسین، آنچه به عنوان اشعار جاهلی (مانند معلقات سبع) باقی مانده، قابل اعتماد نیست و  بعد از اسلام ساخته شده و به شعرای دوران جاهلی منسوب شده است.